# 第五福竜丸 (映画)
『第五福竜丸』（だいごふくりゅうまる、英題:Lucky Dragon No.5）は、1959年（昭和34年）2月18日公開の日本映画である。近代映画協会・新世紀映画製作、大映配給。監督は新藤兼人、主演は宇野重吉。モノクロ、シネマスコープ、107分。
1954年（昭和29年）3月1日にアメリカ合衆国の水爆実験（キャッスル・ブラボー）で被曝した第五福竜丸と、その船員たちの悲劇をドキュメンタリー調に描いた作品。第33回キネマ旬報ベスト・テン第8位。

## あらすじ
昭和29年（1954年）3月1日 午前3時42分、遠洋漁業に出ていたマグロ漁船「第五福竜丸」の23人の船員たちは、ビキニ環礁の辺りで夜空に輝く閃光とキノコ雲を目撃し、空から降ってきた灰のようなものを浴びた。日が経つにつれ、船員たちは肌が黒ずんで体調に異変を感じ始めた。どうやら、ピカドン（原爆）に遭遇したらしいと気づく。それは、アメリカが警告なしに実施した水爆実験だったのだ。
しかたなく漁を中断して、3月14日に焼津港に帰港。船員たちが病院で受診して、原爆症らしいことが判明する。放射能が検出された第五福竜丸の船体は封鎖され、多くのマグロが捨てられる。日本中が大騒ぎとなり、23人の船員たちは隔離病棟に収容され、静岡県知事が全面的な協力を約束する。来日したアメリカの専門家たちは、詳細な情報を教えることに消極的で、日本側をいらだたせる。船員たちは、より良い治療のために東京の病院に移送される。
医者・学者たちが総力をあげて研究と治療に取り組み、船員たちは快方に向かいだす。当時まだ珍しかったテレビを贈られて喜ぶ船員たち。ところが、回復してゆく若い船員たちをよそに、年配の久保山愛吉無線長だけは病状が悪化する一方だった。被曝から半年、ついに久保山は、妻・母・子・船員・医師らに見守られながら息を引き取るのであった。

## スタッフ
- 監督：新藤兼人
- 脚本：八木保太郎、新藤兼人
- 製作：山田典吾、絲屋寿雄、若山一夫、能登節雄
- 撮影：植松永吉
- 遠洋撮影：武井大
- 照明：田畑正一
- 美術：丸茂孝
- 音楽：林光
- 録音：丸山国衛
- 協力：焼津市、焼津漁業協同組合

## キャスト
- 久保山愛吉（第五福竜丸の無線長）：宇野重吉
- 久保山しず（久保山の妻）：乙羽信子
- 見島民夫（漁撈長）：稲葉義男
- 県衛生部長：永田靖
- 美波博士：原保美
- 静岡県知事：小沢栄太郎
- 助役：殿山泰司
- 大宮医師（協立病院の医師）：永井智雄
- 熊谷博士（久保山の担当医）：浜田寅彦
- 木下博士（京大教授）：千田是也
- 都目博士：清水将夫
- 国立第一病院副院長：松本克平
- 甲賀（写真屋）：中村是好
- 清水一郎
- 清川博士：三島雅夫
- 泉谷博士：十朱久雄
- 矢代きよの父：森川信
- 焼津の警官：三井弘次
- 西山与市（船元）：松本染升
- アナウンサー：内藤武敏
- 組合長：笹川恵三
- 横森久
- 国立第一病院の小使：島田屯
- 野々村潔
- 陶隆
- 山崎浩司（機関長）：松山照夫
- 金井大
- 理髪屋の主人：小笠原章二郎
- 社会部次長：嵯峨善兵
- 館敬介
- 新聞記者：中谷一郎
- 左右田一平
- 協立病院長：武田正憲
- 久保山きぬ（久保山愛吉の母）：毛利菊枝
- 船員の母親：戸田春子
- 矢代きよ：広井以津子
- つや（河田の母）：小峰千代子
- 山崎の母：原緋紗子
- 辻伊万里
- 井川比佐志
- 小森たき：内田礼子
- 谷岡婦長：桜井良子
- 見島の妻：眸瑠璃子
- みどり：多摩桂子
- 本郷淳
- 江角英明
- 権田（船員）：田中邦衛
- 近藤次郎（甲板員）：市村昌治
- 荒川甫水
- 高山秀雄
- 平田大三郎
- 田口計
- 穂高稔
- 森川公也
- 堀勝之助
- 内科医長：木下陽
- 中野伸逸
- 塚本信夫
- 二見忠男
- 木下ゆず子
- 田所千鶴子
- 小笠原慶子
- 原爆障害調査委員会所長：ハロルド・コンウェイ
- 米大使代理：ピーター・ウィリアムス
- アイゼンバアグ：ジョウ・ハーディング
- 米人医師A：ヨハン・ライクル
- 米人医師B：マリア・ウィリアムス

## 受賞歴
- 第33回キネマ旬報ベスト・テン 第8位
- 第13回日本映画技術賞（丸茂孝）[1]

## 関連図書
- 『新藤兼人・原爆を撮る』 新藤兼人著、新日本出版社、2005年。